# Championnat de Papouasie-Nouvelle-Guinée de football 2021
Navigation
Édition précédente Édition suivante
La saison 2021 du Championnat de Papouasie-Nouvelle-Guinée de football est la quinzième édition de la National Soccer League, le championnat semi-professionnel de première division en Papouasie-Nouvelle-Guinée. 
Quatorze formations participent à la compétition, qui se déroule en deux phases :
- une première phase régionale voit les équipes réparties en deux poules (Zones Nord et Sud), où elles s'affrontent à deux reprises, à domicile et à l'extérieur. Les 2 premiers de chaque poule se qualifient pour la phase nationale
- lors de la phase finale, les équipes qualifiées s'affrontent en match à élimination directe pour déterminer le champion

En raison de la pandémie de Covid-19, la compétition est interrompue après la 9e journée de la phase régulière puis définitivement abandonnée en décembre 2021. Aucun titre de champion n'est décerné cette saison. Une rencontre entre les deux équipes en tête de leur poule régionale au moment de l'interruption afin de déterminer le représentant de Papouasie-Nouvelle-Guinée en Ligue des champions.

## Les clubs participants
- Hekari United
- Lae City FC
- Gulf Komara FC
- Port Moresby Strikers FC
- FC Morobe Wawens
- Central Dabari FC
- Northern Youth FC
- Tavur FC
- Morobe United FC
- Lae City Dwellers FC
- Sepik FC
- Star Mountain FC
- Tusbab Stallions FC
- Southern Youth FC

## Compétition
Le classement est établi sur le barème de points suivant : victoire à 3 points, match nul à 1, défaite à 0.

### Phase régionale
| Rang | Équipe               | Pts | J | G | N | P | Bp | Bc | Diff |  | Résultats (▼ dom., ► ext.) | Lae  | Waw | Dwe | Mor | Sep | Tus | Nor  |
| ---- | -------------------- | --- | - | - | - | - | -- | -- | ---- |  | -------------------------- | ---- | --- | --- | --- | --- | --- | ---- |
| 1    | Lae City FCT         | 22  | 8 | 7 | 1 | 0 | 41 | 5  | +36  |  | Lae City FCT               |      | 2-1 | 4-1 |     |     |     | 11-0 |
| 2    | FC Morobe Wawens     | 16  | 8 | 5 | 1 | 2 | 22 | 10 | +12  |  | FC Morobe Wawens           | 0-2  |     |     | 1-1 | 9-4 | 3-1 |      |
| 3    | Lae City Dwellers FC | 14  | 8 | 4 | 2 | 2 | 15 | 11 | +4   |  | Lae City Dwellers FC       | 1-1  | 0-1 |     | 1-0 | 6-1 |     | 2-1  |
| 4    | Morobe United        | 10  | 8 | 3 | 1 | 4 | 15 | 12 | +3   |  | Morobe United              | 2-6  |     |     |     | 5-0 | 0-1 |      |
| 5    | Sepik FC             | 6   | 7 | 2 | 0 | 5 | 10 | 34 | -24  |  | Sepik FC                   | 0-10 |     |     | 2-4 |     | 2-0 | 1-0  |
| 6    | Tusbab Stallions FC  | 5   | 8 | 1 | 2 | 5 | 4  | 20 | -16  |  | Tusbab Stallions FC        | 0-5  | 0-5 | 1-1 | 0-6 |     |     | 1-1  |
| 7    | Northern Youth FC    | 4   | 7 | 1 | 1 | 5 | 5  | 20 | -15  |  | Northern Youth FC          |      | 0-2 | 2-3 | 1-0 |     |     |      |

| Rang | Équipe                   | Pts | J | G | N | P | Bp | Bc | Diff |  | Résultats (▼ dom., ► ext.) | Hek | Gul | PMo | Sou | Cen | Sta | Tav |
| ---- | ------------------------ | --- | - | - | - | - | -- | -- | ---- |  | -------------------------- | --- | --- | --- | --- | --- | --- | --- |
| 1    | Hekari United            | 22  | 8 | 7 | 1 | 0 | 31 | 7  | +24  |  | Hekari United              |     |     |     | 4-0 |     | 6-1 | 5-0 |
| 2    | Gulf Komara FC           | 19  | 8 | 6 | 1 | 1 | 19 | 9  | +10  |  | Gulf Komara FC             | 1-2 |     | 2-1 |     | 1-0 |     |     |
| 3    | Port Moresby Strikers FC | 11  | 7 | 3 | 2 | 2 | 15 | 10 | +5   |  | Port Moresby Strikers FC   | 2-2 | 1-2 |     | 2-2 | 1-0 |     |     |
| 4    | Southern Youth FC        | 9   | 7 | 2 | 3 | 2 | 9  | 13 | -4   |  | Southern Youth FC          |     | 0-0 |     |     |     | 1-4 | 2-1 |
| 5    | Central Dabari FC        | 9   | 8 | 3 | 0 | 5 | 9  | 16 | -7   |  | Central Dabari FC          | 1-5 | 1-3 |     | 1-3 |     | 2-1 | 2-1 |
| 6    | Star Mountain FC         | 6   | 8 | 2 | 0 | 6 | 14 | 24 | -10  |  | Star Mountain FC           | 2-6 | 2-5 | 1-2 |     | 1-2 |     |     |
| 7    | Tavur FC                 | 1   | 8 | 0 | 1 | 7 | 6  | 24 | -18  |  | Tavur FC                   | 0-1 | 2-5 | 1-6 | 1-1 |     | 0-2 |     |

|  | Qualification pour le barrage pour la Ligue des champions |
|  | T : Tenant du titre                                       |

### Barrage pour la Ligue des champions
| 25 juin 2022 | Hekari United | 1 - 2 | Lae City FC    | PNG Football Stadium, Port Moresby               |                                                  |
| 15:00        | Simon 45e     |       | David 87e, 90e | Spectateurs : 2 000 Arbitrage : David Yareboinen | Spectateurs : 2 000 Arbitrage : David Yareboinen |
| 15:00        | (Rapport)     |       |                | Spectateurs : 2 000 Arbitrage : David Yareboinen | Spectateurs : 2 000 Arbitrage : David Yareboinen |

## Bilan de la saison
| Championnat de Papouasie-Nouvelle-Guinée de football 2021 |              |
| Champion                                                  | Non décerné  |
| Coupes et trophées                                        |              |
| Vainqueur de la Coupe de Papouasie-Nouvelle-Guinée 2021   | Non disputée |
| Qualifications continentales                              |              |
| Ligue des champions de l'OFC 2022                         | Lae City FC  |
| Promotions et relégations                                 |              |
| Promus en National Soccer League                          | Aucun        |
| Relégués                                                  | Aucun        |